# Schlutuper Mühlenteich
Der Schlutuper Mühlenteich, auch Dovensee genannt, ist ein künstlich angelegter Teich im Lübecker Stadtteil Schlutup in Schleswig-Holstein.

## Geografie
Das etwa 8 Hektar große Gewässer hat maximale Ausdehnungen von 550 mal 230 Metern. Der Wasserspiegel befindet sich unterhalb von 2,5 Metern über dem Meeresspiegel. Der Teich wird vom Landgraben von Süd nach Nord durchflossen. Der vom Schwarzmühlenteich kommende Zufluss trägt auch den Namen Schwarzmühlenbach. Der auch als Schlutuper Mühlenbach bezeichnete Abfluss mündet in die Schlutuper Wiek, die zum Verlauf der Trave gehört, und ist unterhalb der Mecklenburger Straße einschließlich der straßenseitigen Bebauung verrohrt.
Eingefasst ist der Mühlenteich durch die Straße Am Teich im Nordwesten, die Mecklenburger Straße (Kreisstraße 32) im Nordosten und den Palinger Weg im Osten. Diese sind überwiegend mit Wohnhäusern bebaut. Nahe dem nördlichen Ufer befinden sich der geschlossene Schlutuper Bahnhof und die dort endende Gleisanlage. Nach Süden grenzt ein Sportplatz und teils mit Laubgehölzen bewachsenes Grünland an.
Die ufernahen Bereiche werden als öffentliche Grünflächen mit Badestelle, Feuchtgrünland im Südwesten und Nordosten und Privatgärten am Palinger Weg und an der Straße Am Teich genutzt.

## Geschichte

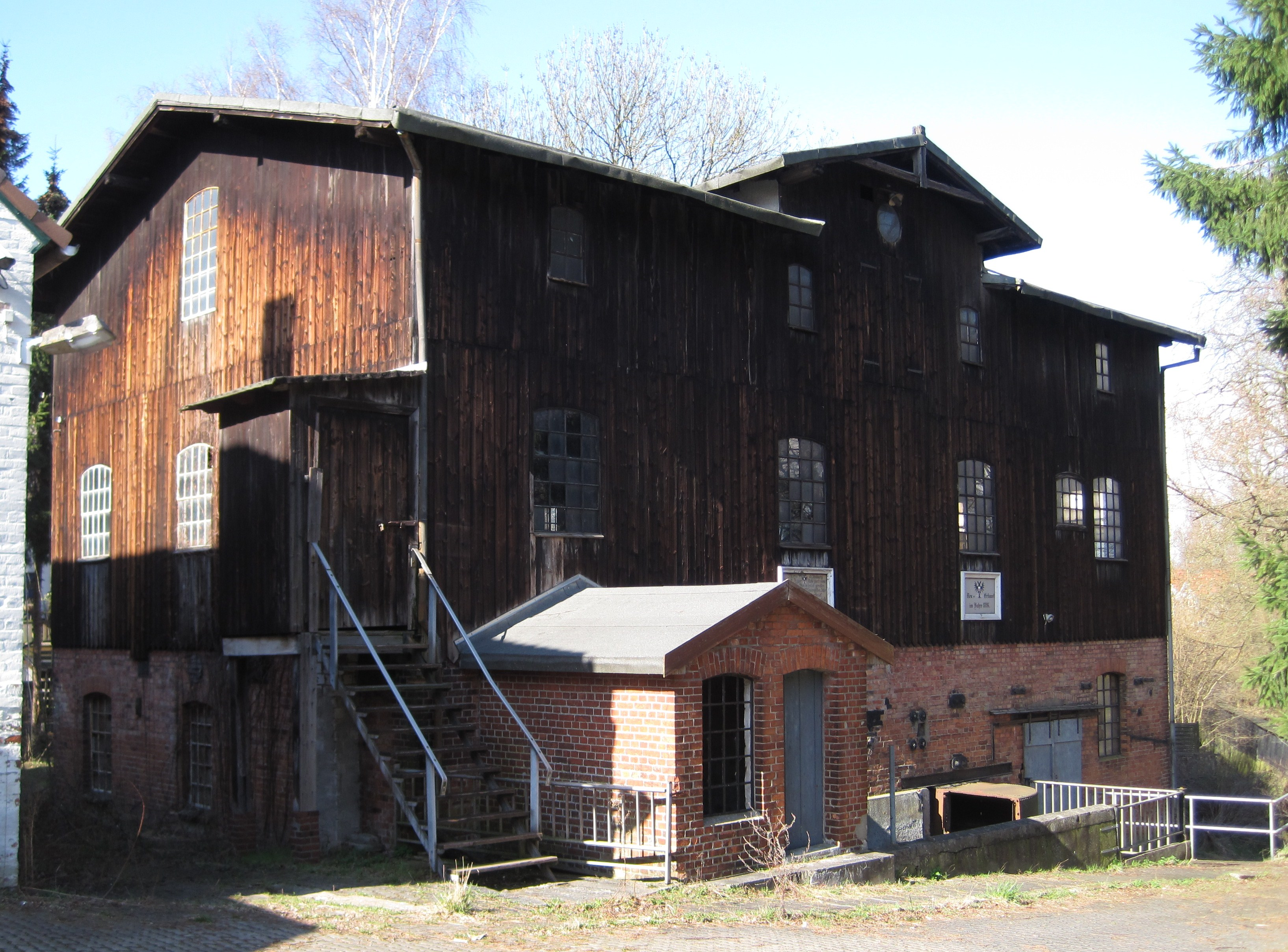
Ehemalige Wassermühle am Abfluss des Mühlenteichs

Das Gewässer wurde künstlich durch Aufstauung des Speckmoorgrabens, der aus dem etwa einen Kilometer südwestlich liegenden Speckmoor kommt und heute vor dem Mühlenteich in den Landgraben mündet, angelegt.
Die Mühle bestand bereits im Jahr 1260, als die Stadt Lübeck Schlutup samt Mühle erwarb. 1506 wurde die Mühle bei einem Überfall Herzog Heinrichs V. von Mecklenburg im Zuge der Lübecker Fehde zerstört. Ab 1704 erfolgte die Umnutzung von der Schrotmühle zur Papiermühle. 1799 brannte die Papiermühle wiederum ab. Im 19. Jahrhundert wurde aus der Papiermühle dann eine Sägemühle, die Holzleitern herstellte.

## Natur
Der Mühlenteich gehört zum Landschaftsschutzgebiet Schlutup, das eine Gesamtfläche von etwa 170 Hektar aufweist. Beeinträchtigungen werden durch Beweidung mit dadurch bedingten Vertritt und Vegetationsschäden, die Eutrophierung durch den Speckmoorgraben und die Angelnutzung gesehen.